# أحمد برناز
أحمد برناز هو أحمد بن مصطفى بن محمد بن مصطفى قارة خوجة المعروف ببرناز، ولد في منتصف جمادى الثانية 1074هـ/ جانفي 1664 بمدينة تونس، وتوفي في 17 ذو القعدة 1138/ 17 جويلية 1726. فقيه حنفي وأحد مدرسي الزيتونة ومؤلف تونسي من أصل تركي.

## حياته
ينحدر من عائلة تركية، وقد قدم جده مصطفى قارة خوجة إلى تونس في القرن الخامس عشر مع الجيش العثماني بقيادة سنان باشا واستقر بها وأسندت إليه الإمامة في زاوية سيدي علي بن زياد. أما جده محمد بن مصطفى فقد كان أول من تولى القضاء على المذهب الحنفي من مواليد مدينة تونس.. أما أحمد برناز فقد حفظ القرآن الكريم ودرس على أهم مشائخ عصره من حنفية مثل محمد المحجوب ومالكية مثل علي الغماد ومحمد فتاتة... ثم توجه إلى الحج وحضر بالقاهرة بعض الدروس لمشائخ معروفين مثل عبد الباقي الزرقاني ويحي الشاوي وخليل اللقاني. كما عاش مدة بمدينة مكة المكرمة حيث قام بفريضة الحج لعام 1093هـ/ 1682. وواصل سفره بعد عودته إلى تونس في اتجاه الغرب حيث زار مدن عنابة وقسنطينة والجزائر ومنطقة القبايل. سمي بعد عودته إلى تونس مدرسا بالمدرسة الشماعية التي درّس فيها قبله جده محمد بن مصطفى، ثم اتخذه شيخه المفتي محمد المحجوب نائبا له في دروسه بمدرسة يوسف داي وفي إمامة جامع سيدي محرز، كما درّس بالمدرسة العنقية ثم بجامع الزيتونة، وقد تولى تدريس الحديث في مدرسة الجامع الجديد. سماه محمد سعادة صاحب كتاب قرة العين بعين الأعيان وكان الوزير السراج ينعته بشيخنا ، وهذا وذاك يدل على المكانة التي حظي بها الرجل بين المؤرخين اللاحقين.

## آثاره
كتب أحمد برناز كتاب الشهب المحرقة لمن ادعى الاجتهاد لولا انقطاعه من أهل المحرقة ضد فقيه حنفي لم يذكر اسمه كان تهجم على المؤلف. وتكمن الأهمية التاريخية للكتاب في أنه يلقي الأضواء على وسط علماء الدين في تونس العثمانية والأولياء الصالحين وعلاقاتهم فيما بينهم وتأثيرهم كما به أخبار عن حاكم تونس إبراهيم الشريف ثم حسين بن علي.

## مرجع
- عبد السلام، أحمد، المؤرخون التونسيون للقرون 17 و18 و19: محاولة في التاريخ الثقافي، (بالفرنسية)، منشورات الجامعة التونسية، تونس 1974، ص 220-223.

## إشارات مرجعية
1. ↑  كامل سلمان الجبوري (2003). معجم الأدباء من العصر الجاهلي حتى سنة 2002م. بيروت: دار الكتب العلمية. ج. 1. ص. 115. ISBN:978-2-7451-3694-7. LCCN:2003489875. OCLC:54614801. OL:21012293M. QID:Q111309344.
2. ↑  Ahmed Abdesselem, Les historiens tunisiens des XVIIe, XVIIIe et XIXe siècles, essai d'histoire culturelle, Publications de l'Université de Tunis, 1973, p. 183-184
3. ↑  عبد السلام، المصدر نفسه، ص 184
4. ↑  المصدر نفسه، ص 186
5. ↑  المصدر نفسه ص 190